# Bourré
Bourré is een plaats en voormalige gemeente in het Franse departement Loir-et-Cher in de regio Centre-Val de Loire en telt 674 inwoners (1999). De plaats maakt deel uit van het arrondissement Blois.

## Geografie
Bourré fuseerde op 1 januari 2016 met de buurgemeente Montrichard tot de commune nouvelle Montrichard Val de Cher.
De oppervlakte van Bourré bedraagt 4,8 km², de bevolkingsdichtheid is 140,4 inwoners per km².
De onderstaande kaart toont de ligging van Bourré met de belangrijkste infrastructuur en aangrenzende gemeenten.

## Demografie
Onderstaande figuur toont het verloop van het inwonertal (bron: INSEE-tellingen).